# Buja
Buja, spesso Buia (Buje o Buie in friulano), è un comune italiano di 6 346 abitanti in Friuli-Venezia Giulia.

## Storia
Nel 1976 il comune di Buja venne devastato dal terremoto del Friuli, che provocò la morte, nel territorio friulano, di quasi mille persone. I danni a edifici e costruzioni statali furono molto imponenti.

### Simboli
Lo stemma e il gonfalone sono stati riconosciuti con decreto del capo del governo del 16 maggio 1929.
Il gonfalone è un drappo di porpora.

## Monumenti e luoghi d'interesse

### Duomo di Santo Stefano
Di stile neogotico, sorge sul luogo di due chiese preesistenti, abbattute rispettivamente nel Seicento e a fine Ottocento. Il progetto del nuovo edificio sacro si deve al parroco della vicina Cassacco, Angelo Noacco (1832-1904). Il Duomo fu costruito in dieci anni, tra il 1889 e il 1898. La facciata, che era stata progettata dal prelato Rodolfo Barnaba, venne demolita e riedificata nel 1937, mentre il campanile fu ultimato nel 1940. Il terremoto che colpì il Friuli nel maggio 1976 provocò gravi danni all'edificio; solo la facciata e il campanile ressero, le altre parti vennero ricostruite. Il Duomo tornò ad essere «dov'era e com'era» con la ricostruzione del 1985-87.
All'interno, a destra dell'altare maggiore, realizzato nel 1736, c'è una Madonna del Rosario del 1639, mentre sul lato opposto, a sinistra, si trova il fonte battesimale di Antonio Franzolini. Di Matteo Deganutto sono gli stalli del coro (1763), mentre i dipinti della Via Crucis furono realizzati dall'osovano Domenico Fabris (1814-1901) circa un secolo più tardi (1873). Le nuove vetrate dell'abside furono dipinte dal conte Alessandro Ricardi di Netro (1924-2003).

### Chiesa di Cristo Re a Urbignacco
È l'ultima nata a Buja, costruita nel 1942, in stile romanico a tre navate, disegnata dall'arch. Fabbris. All'interno ci sono del bellissimi mosaici della scuola di Spilimbergo, su disegni del pittore Fred Pittino, nonché una Via Crucis in Pietra Piasentina di Max Piccini.

### Pieve di San Lorenzo Martire
La pieve sorge sulla cima del più alto dei sette colli di Buja.
Nel 1980, durante i lavori di restauro e ristrutturazioni in seguito al terremoto del 1976, furono scoperte le tracce di un'antica basilica paleocristiana, tipica dell'ambiente aquileiese del V secolo.
All'interno dieci affreschi gotici dedicati alle Storie della Vergine, il più esteso ciclo mariano del Friuli.

### Chiesa della Beata Vergine ad Melotum a Madonna
Ricostruita dopo il sisma del 1976 su progetto dell'architetto Tondolo di Buja. Al suo interno si trova la celebre statua lignea di Madonna con Bambino. La statua è stata realizzata dallo scultore Domenico da Tolmezzo nel 1481.
Prima che la chiesa fosse ricostruita, sul luogo sorgeva un santuario dedicato alla Madonna.
Una leggenda racconta che sul luogo fosse apparsa la Vergine Maria sopra un albero di mele. All'interno della chiesa ci sono due dipinti che rappresentano la Vergine sul melo.

## Società

### Evoluzione demografica
Abitanti censiti

### Lingue e dialetti
A Buja, accanto alla lingua italiana, la popolazione utilizza la lingua friulana. Ai sensi della Deliberazione n. 2680 del 3 agosto 2001 della Giunta della Regione Autonoma Friuli-Venezia Giulia, il Comune è inserito nell'ambito territoriale di tutela della lingua friulana ai fini della applicazione della legge 482/99, della legge regionale 15/96 e della legge regionale 29/2007.

## Geografia antropica

### Frazioni e quartieri
Nel comune, le frazioni o borghi sono numerosi.
Alcuni sono stati inglobati nel centro urbano del capoluogo, di cui quindi costituiscono quartieri: Arba, Arrio, Avilla, Camadusso, Caspigello, Codesio, Ontegnano, San Floreano, Santo Stefano, Sottocolle, Sottocostoia, Strambons, Tonzolano, Urbignacco, Ursinins Grande, Ursinins Piccolo, Pieve.
Quelli ancora esterni sono: Andreuzza, Battiferro di Tomba, Ca' Martino, Campo, Campo Garzolino, Caselle, Collosomano, Dobes, Madonna, Monte, Polvaries, Sala, Saletti, Solaris, Sopramonte, Tomba.

## Amministrazione

### Sindaci dal 1995
| Periodo | Periodo   | Primo cittadino       | Partito                                   | Carica  | Note |
| ------- | --------- | --------------------- | ----------------------------------------- | ------- | ---- |
| 1994    | 1998      | Aldo Calligaro        | Lega Nord.                                | Sindaco |      |
| 1998    | 2002      | Aldo Calligaro        | Lega Nord.                                | Sindaco |      |
| 2002    | 2007      | Luca Marcuzzo         | Centrodestra.                             | Sindaco |      |
| 2007    | 2012      | Mario Pezzetta        | Centrodestra.                             | Sindaco |      |
| 2012    | 2017      | Stefano Bergagna      | Lega Nord.                                | Sindaco |      |
| 2017    | 2022      | Stefano Bergagna      | Lega per Salvini Premier.                 | Sindaco |      |
| 2022    | in carica | Silvia Maria Pezzetta | Coalizione FdI, Lega per Salvini Premier. | Sindaco |      |

### Gemellaggi
- Aprilia, dal 1997
- Vilsbiburg, dal 2001
- Domont, dal 2008

## Sport
Ha sede nel comune la società di calcio A.S.D. Bujese Calcio, che ha disputato campionati dilettantistici regionali.
Numerose altre associazioni e società sportive sono presenti. Vanno certamente segnalate le due società ciclistiche, la Ciclistica Bujese e la Jam's Bike, dalle quali sono emersi e continuano ad emergere atleti di primo piano sia a livello maschile che femminile (fra gli altri Asia Zontone, Alessandro De Marchi e Jonathan Milan).